# Mihovo, Starîi Sambir
Mihovo (în ucraineană Мігово) este un sat în comuna Kneajpil din raionul Starîi Sambir, regiunea Liov, Ucraina.

## Demografie
Componența lingvistică a localității Mihovo
     Ucraineană (100%)
Conform recensământului din 2001, toată populația localității Mihovo era vorbitoare de ucraineană (100%).